# Sentier européen E4
Pour les articles homonymes, voir E4.
Le sentier européen E4 est un sentier européen de grande randonnée d'une longueur totale de 10 450 km qui se déroule d'ouest en est. C'est le plus long sentier de randonnée d'Europe. Il débute au Portugal puis passe par l'Espagne, l'Andorre, la France, la Suisse, l'Allemagne, l'Autriche, la Hongrie, la Roumanie, la Bulgarie, la Grèce (en passant par la Crète) pour finir à Chypre.

## Parcours

### Espagne

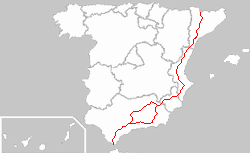
Tracé du sentier E4 en Espagne.

De Tarifa, le point le plus méridional, 2 750 km par le GR7 à travers l'Espagne puis le GR4, dont :
| Distance | Tracé                                    | Zone                                                                                    | Parc traversé ou à proximité                  |
| -------- | ---------------------------------------- | --------------------------------------------------------------------------------------- | --------------------------------------------- |
| 2 300 km | de Tarifa à Morella                      | Andalousie, Région de Murcie via Ronda, Grenade, Moratalla, Alcoià, Requena             | Parc national de la Sierra Nevada (route sud) |
| 450 km   | de Morella à Puigcerdà vers les Pyrénées | La côte catalane à Ulldecona par le GR8, Tarragone par le GR92, Montserrat par le GR172 |                                               |

### Andorre
De Juberri à la Portella Blanca d'Andorra (Pic de la Portelleta) :
- Andorre-la-Vieille
- Escaldes-Engordany
- Vallée du Madriu-Perafita-Claror (refuge de Fontverd, refuge del Riu dels Orris, refuge de l'Illa)
- Cirque des Pessons

### Suisse
De Nyon, au bord du lac Léman, à Rheineck à l'embouchure du Rhin dans le lac de Constance.
| Distance | Tracé | Zone                                | Parc traversé ou à proximité                                                   |
| -------- | --- | ----------------------------------- | ------------------------------------------------------------------------------ |
| 300 km:  | Chemin des Crêtes du Jura (Jurahöhenweg) de Nyon à Dielsdorf | La Côte, massif du Jura, Mittelland | Parc naturel régional Jura vaudois, Parc naturel Thal, Parc régional Chasseral |
| 150 km   | de Dielsdorf à Rheineck, depuis Stein am Rhein l'itinéraire longe la rive sud du lac de Constance. (Itinéraire régional 60 ViaRhenana) entre Stein am Rhein et Kreuzlingen) | Rhin, lac de Constance              |                                                                                |

### Hongrie
La portion hongroise du E4 est le Sentier bleu de Hongrie. Elle relie Írott-kő au niveau la frontière entre l'Autriche et la Hongrie, à Hollóháza au niveau de la frontière entre la Hongrie et la Slovaquie. Elle traverse le Bakony, le Vértes, les collines de Buda (et Budapest), le Pilis et le massif du Nord.

### Grèce

#### Crète

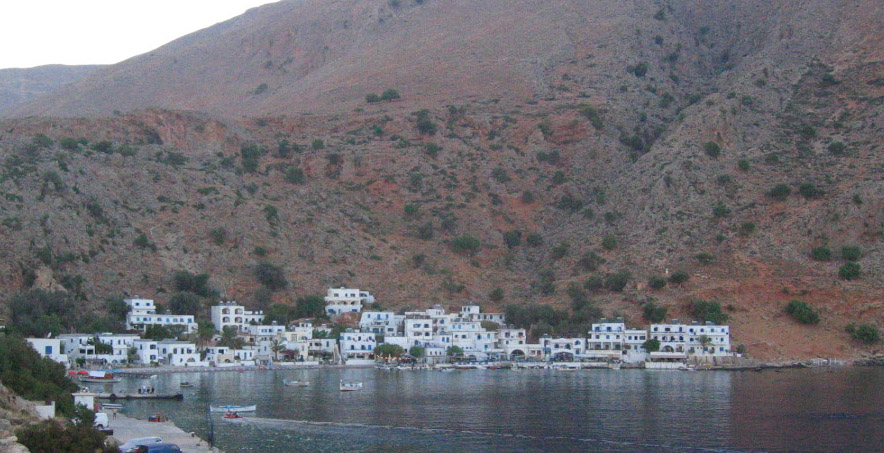
Loutro, depuis la falaise.

L'E4 traverse la Crète d'ouest en est en démarrant à Kissamos, puis passant par Kefali, Elafonísi, Paleóchora, Sougia, Agía Rouméli, Loutró, plateau de Nida, Anógia… et finissant à Kato Zakros après avoir traversé la Vallée des Morts. 

### Chypre
540 km, depuis l aéroport de Pathos a l ouest, remonte vers la Péninsule Akamas , traverse les montagnes Troodos, et finit sur Larnaca.